# Projecte de Llei Jan Lokpal
El projecte de llei Jan Lokpal, també conegut com a Projecte de llei del Defensor del Poble és una proposta independent de llei contra la corrupció a l'Índia. Els activistes socials anticorrupció el varen proposar com una millora més efectiva al projecte Lokpal original, que està sent proposat pel Govern de l'Índia.
El projecte de llei Jan Lokpal té com a objecte dissuadir eficaçment la corrupció, reparar els greuges dels ciutadans, i protegir els reveladors de la corrupció. Si es du a terme la llei, aquesta crearia un organisme defensor del poble, independent, el Lokpal (en sànscrit: protector de la gent), que estaria facultat per registrar i investigar les denúncies de corrupció contra polítics i buròcrates sense l'aprovació prèvia del Govern.
El 2011, l'activista Anna Hazare va començar un moviment satyagraha iniciant un dejuni indefinit a Nova Delhi per exigir l'aprovació de la llei. El moviment va atreure l'atenció dels mitjans de comunicació, i centenars de milers de seguidors, en part a causa de la capacitat d'organització de Arvind Kejriwal.